# Diametro angolare

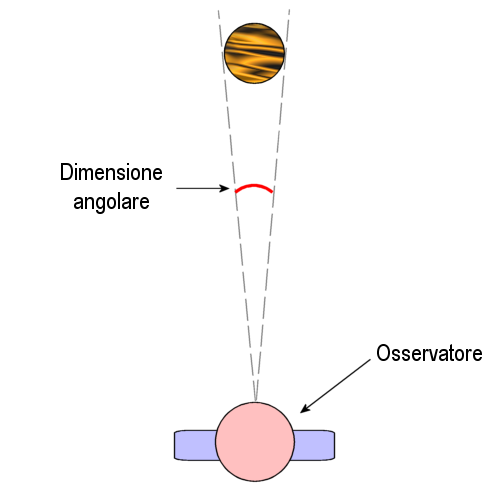
Il diametro angolare è un angolo

In astronomia il diametro angolare (o dimensione angolare) di un oggetto è la misura del suo diametro {\displaystyle d} rispetto alla distanza {\displaystyle D} dall'osservatore, secondo la formula.
Se {\displaystyle D\gg d}, allora {\displaystyle \delta \approx d/D}, con {\displaystyle \delta } in radianti.
Ad esempio, un oggetto osservato da una distanza pari a 57,4 volte il proprio diametro avrà una dimensione angolare di circa 1°.

## Formulazione matematica
Il diametro angolare di un cerchio il cui piano è perpendicolare al vettore spostamento tra il punto di osservazione e il centro di detto cerchio, può essere calcolato secondo la seguente formula:
{\displaystyle \delta =2\arctan \left({\frac {d}{2D}}\right),}
dove {\displaystyle \delta } è il diametro angolare, {\displaystyle d} è il diametro dell'oggetto e {\displaystyle D} è la distanza dall'oggetto.
Se {\displaystyle D\gg d}, allora {\displaystyle \delta \approx d/D}, e {\displaystyle \delta } è espresso in radianti.
Nel caso di un oggetto sferico il cui diametro effettivo è {\displaystyle d_{\mathrm {act} }} e dove {\displaystyle D} è la distanza dal centro della sfera, il diametro angolare diventa:
{\displaystyle \delta =2\arcsin \left({\frac {d_{\mathrm {act} }}{2D}}\right)}
La differenza è dovuta al fatto che gli estremi di una sfera sono i suoi punti tangenti, che sono più vicini all'osservatore di quanto lo sia il centro della sfera. La differenza è significativa solo per oggetti sferici di grande diametro angolare, altrimenti si applica l'approssimazione per piccoli angoli ai piccoli valori di {\displaystyle x}:
{\displaystyle \arcsin x\approx \arctan x\approx x.}

## Stima manuale del diametro angolare

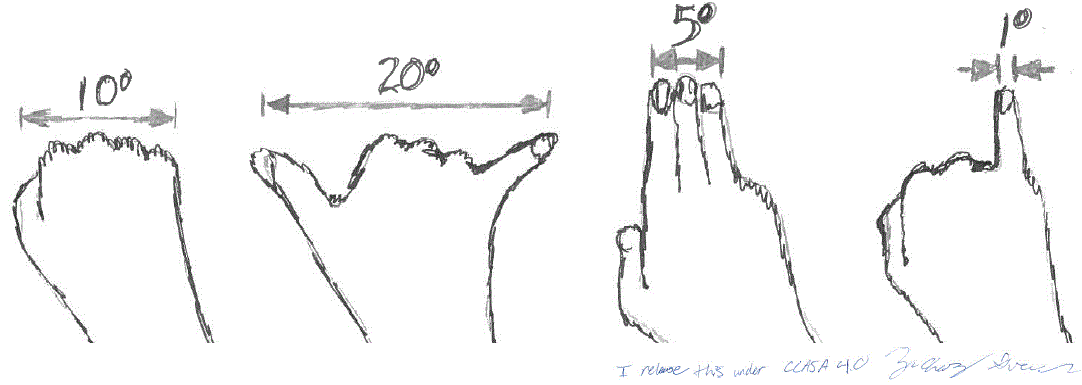
Approssimazione degli angoli di 10°, 20°, 5° e 1° misurati con la mano di un braccio completamente steso

Una stima approssimata dei diametri angolari può essere effettuata con la mano di un braccio completamente steso, come mostrato in figura.
L'occhio umano è in grado di risolvere diametri di circa 1 arcominuto, corrispondente a 0,017° o 0,0003 radianti, corrispondenti a un capello di 0,04 mm di sezione.

## Significato astronomico

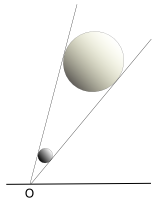
Per l'osservatore O i due corpi celesti hanno lo stesso diametro angolare, pur avendo distanza e diametro diversi

La nozione di diametro angolare è di uso comune in astronomia per stimare le dimensioni apparenti degli oggetti celesti visti da un determinato punto d'osservazione, tipicamente la Terra; a fini osservativi il diametro angolare si rivela molto più utile della semplice misura del diametro del corpo, perché fornisce una stima delle sue dimensioni apparenti.
Seguono alcuni semplici esempi.
- Il diametro angolare dell'orbita terrestre attorno al Sole, vista da una distanza di un parsec, è pari a 2" (2 arcosecondi).
- Il diametro angolare del Sole a un anno luce di distanza è di 0,03"; quello della Terra è di 0,0003".

Segue un prospetto dei diametri apparenti minimi e massimi dei principali oggetti del sistema solare e di alcune stelle visti dalla Terra:
|                | min             | max             |
| Sole           | 1889" (31' 29") | 1953" (32' 33") |
| Luna           | 1796" (29' 56") | 2009" (33' 29") |
| Mercurio       | 4,5"            | 13"             |
| Venere         | 9,7"            | 66"             |
| Marte          | 3,5"            | 25,7"           |
| Giove          | 29,8"           | 49"             |
| Saturno        | 14,5"           | 20,1"           |
| Urano          | 3,3"            | 4,1"            |
| Nettuno        | 2,2"            | 2,4"            |
| Betelgeuse     | circa 0,05"     | circa 0,05"     |
| Alpha Centauri | circa 0,007"    | circa 0,007"    |
| Sirio          | circa 0,006"    | circa 0,006"    |

Dalla Terra il diametro angolare del Sole è praticamente uguale a quello della Luna; infatti il Sole è circa 400 volte più lontano della Luna e il suo diametro effettivo è circa 400 volte più grande. Ciò fa sì che le loro dimensioni visibili nel cielo terrestre siano pressoché identiche. Questa particolare coincidenza rende possibile il fenomeno delle eclissi totali di Sole.